# Elfego Hernán Monzón Aguirre
Elfego Hernán Monzón Aguirre (* 1912; † 1981) war vom 28. Juni bis zum 7. Juli 1954 teilweise leitendes Mitglied in verschiedenen Juntas, welche die Funktionen eines Staatschefs von Guatemala hatten.

## Leben
Von 1950 bis 1954 war Monzón in den Regierungskabinetten von Juan José Arévalo und Jacobo Arbenz Guzmán Minister ohne Geschäftsbereich.
Am 28. Juni 1954 leitete Monzón eine Junta, welche im Rahmen der Operation PBSUCCESS die Ablösung von Carlos Enrique Díaz de León durch Carlos Castillo Armas in der Armee von Guatemala exekutierte. Bis auf eine Formation aus der Escuela Politécica konnten alle Militärs Guatemalas überzeugt werden, dass die Präsidenten in Guatemala vom US-Botschafter bestimmt werden.
Am 28. Juni 1954 regierte er im Triumvirat mit:
- Oberst José Ángel Sánchez
- Carlos Enrique Díaz de León

Ab dem 28. Juni 1954 regierte er im Triumvirat mit:
- Oberst José Luis Cruz Salazar
- Oberst Mauricio Dubois

Ab dem 30. Juni 1954 regierte er im Quintett mit:
- Carlos Castillo Armas
- Oberst José Luis Cruz Salazar
- Oberst Mauricio Dubois
- Major Enrique Trinidad Oliva

Elfego Hernán Monzón Aguirre trat der von Carlos Castillo Armas geführten Movimiento de Liberación Nacional (Guatemala National Liberation Army) bei.
Ab 3. bzw. 7. Juli 1954 war er in einer Junta mit:
- Carlos Castillo Armas
- Major Enrique Trinidad Oliva[1]